# Nitrianske Rudno
Nitrianske Rudno (hongrois : Divékrudnó) est un village de Slovaquie situé dans la région de Trenčín.

## Histoire
La première mention écrite du village date de 1275.

## Démographie

### Évolution de la population
| Année:               | 1994. | 2004.   | 2014.   | 2024.   |
| -------------------- | ----- | ------- | ------- | ------- |
| Nombre de personnes: | 1827  | 1960    | 1939    | 1911    |
| Différence:          |       | +7,27 % | -1,07 % | -1,44 % |

| Année:               | 2023. | 2024.   |
| -------------------- | ----- | ------- |
| Nombre de personnes: | 1899  | 1911    |
| Différence:          |       | +0,63 % |